# Пэк Джон Соп
Пэк Джон Соп (кор. 백종섭; род. 5 июля 1980) — корейский боксёр, представитель лёгкой весовой категории. Выступал за сборную Южной Кореи по боксу на всём протяжении 2000-х годов, серебряный призёр Азиатских игр, чемпион Азии, участник двух летних Олимпийских игр.

## Биография
Пэк Джон Соп родился 5 июля 1980 года.
Первого серьёзного успеха на взрослом международном уровне добился в сезоне 2002 года, когда вошёл в основной состав южнокорейской национальной сборной и побывал на Азиатских играх в Пусане, откуда привёз награду серебряного достоинства, выигранную в зачёте лёгкой весовой категории — в решающем финальном поединке по очкам уступил узбеку Дильшоду Махмудову.
В 2003 году стал серебряным призёром Афро-Азиатских игр в Индии и выступил на чемпионате мира в Бангкоке, где на стадии четвертьфиналов был остановлен титулованным кубинцем Марио Кинделаном.
В 2004 году одержал победу на чемпионате Азии в Пуэрто-Принсесе и благодаря череде удачных выступлений удостоился права защищать честь страны на летних Олимпийских играх в Афинах — в категории до 60 кг благополучно прошёл первых двоих соперников по турнирной сетке, тогда как в третьем четвертьфинальном бою досрочно в первом раунде потерпел поражение от представителя Великобритании Амира Хана.
После афинской Олимпиады Пэк остался в составе боксёрской команды Южной Кореи и продолжил принимать участие в крупнейших международных соревнованиях. Так, в 2005 году он боксировал на мировом первенстве в Мяньяне, где в четвертьфинале лёгкого веса уступил кубинцу Йорденису Угасу.
В 2006 году представлял страну на Азиатских играх в Дохе, здесь уже на предварительном этапе его победил монгол Уранчимэгийн Монх-Эрдэнэ.
Занял второе место на азиатской олимпийской квалификации в Бангкоке и прошёл отбор на Олимпийские игры 2008 года в Пекине — на сей раз в ктегории до 60 кг сумел выиграть только у одного соперника, в четвертьфинале должен был встретиться с армянином Грачьей Джавахяном, но не смог выйти на ринг из-за травмы.
В сезоне 2010/11 выступал за корейскую команду «Пхоханские посейдоны» в полупрофессиональной лиге WSB, отметился здесь победой над казахстанским боксёром Мереем Акшаловым.